# Kerend-e Gharb
Kerend-e Gharb (în kurdă نكرن ,کرن, Kirin, în persană كرندغرب ; cunoscut și sub numele de Kerend, Karand și Karīnd)  este un oraș și capitala județului Dalahu, provincia Kermanshah, Iran. La recensământul din 2006, populația sa era de 7.894 de locuitori, în 2.041 de familii. 
Kerend-e Gharb este, de asemenea, important în religia Yarsani, deoarece este locația mormintelor sfinților Pir Benjamin și Pir Musi. 

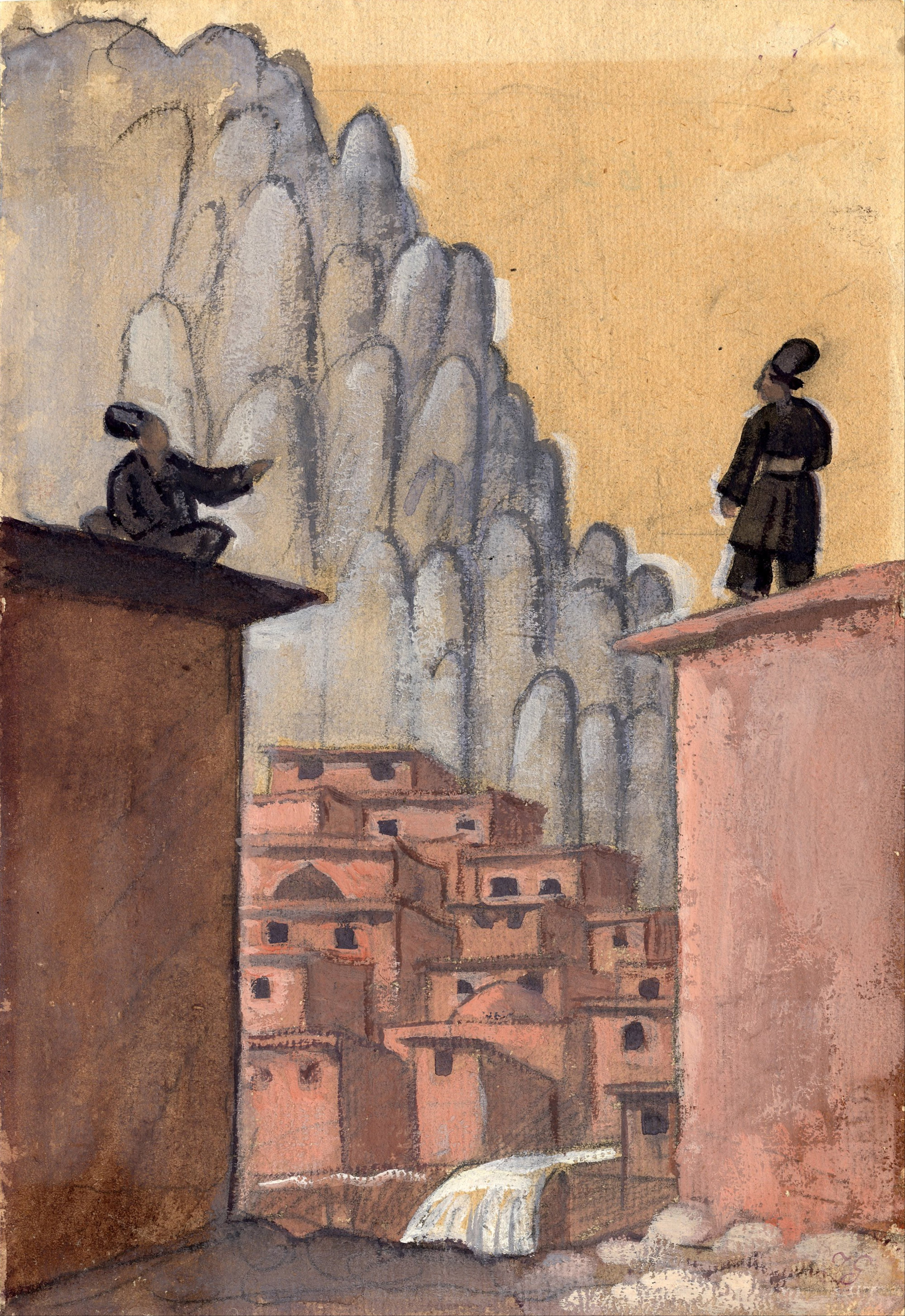
- Kurzi pe acoperiș, scenă pictată de Jāzeps Grosvalds în timp ce era prim-locotenent britanic al Grupului Expediționar Britanic, scena a fost pictată când au traversat Kerend lângă Kermanshah.